# Peter Sikorski

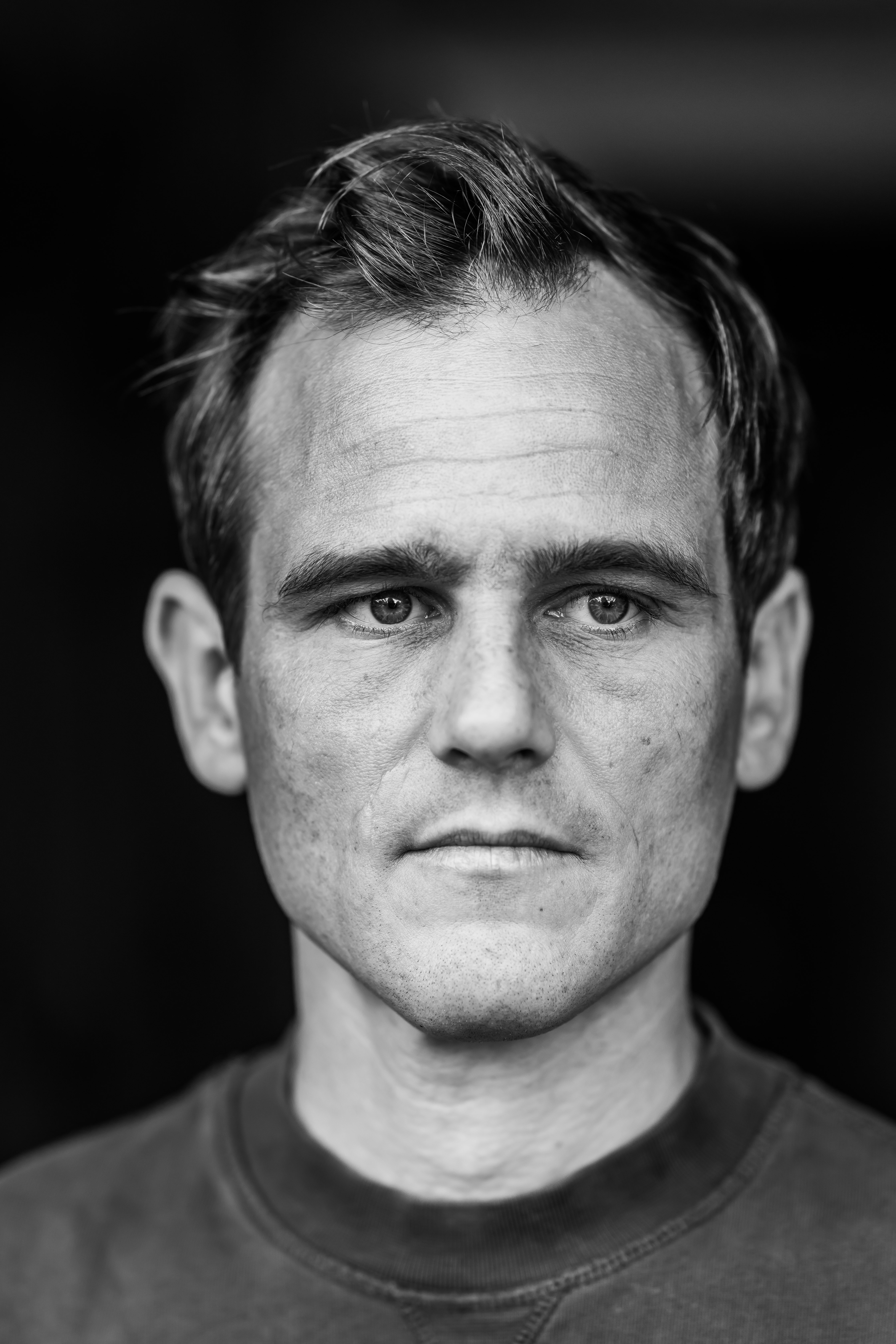
Peter Sikorski (2024)

Peter Sikorski (* 1979 in Warendorf) ist ein deutscher Schauspieler.

## Leben
Nach dem Abitur in Bremen studierte er von 2000 bis 2004 an der Hochschule für Musik, Theater und Medien Hannover. Von 2005 bis 2008 gehörte er dem Schauspiel Stuttgart als Ensemblemitglied an. Des Weiteren stand er an der Staatsoper Hannover und dem Schauspiel Hannover auf der Bühne und wirkte in zahlreichen Film- und Fernsehproduktionen mit, u. a. in Tatort, SOKO Wismar, SOKO Leipzig, Polizeiruf 110 und Großstadtrevier. Zudem arbeitet er als Synchronsprecher und ist in verschiedenen Hörbüchern und Radiobeiträgen zu hören.
Peter Sikorski lebt mit seiner Frau und den gemeinsamen zwei Kindern in Hannover.

## Filmografie (Auswahl)

### Film
- 2013: Dreimal Regen
- 2014: Ostwind 2
- 2019: 3 Engel für Charlie (Charlie’s Angels)
- 2022: Im Westen nichts Neues

### Fernsehen
- 2004: Tatort – Todes-Bande
- 2006: Die Rettungsflieger
- 2009: Die Gänsemagd
- 2011: Notruf Hafenkante – Der Soldat
- 2011: Bankraub für Anfänger
- 2011: Um Himmels Willen
- 2012: Tatort – Wegwerfmädchen
- 2012: Großstadtrevier
- 2012: In aller Freundschaft
- 2012: SOKO Leipzig – Der Teufel im Himmelreich
- 2012, 2020, 2021: SOKO Stuttgart (Fernsehserie, drei Folgen)
- 2012: SOKO Wismar – Beste Freunde
- 2012: Tatort – Die Ballade von Cenk und Valerie
- 2013: Alles Klara
- 2013: Die Familiendetektivin
- 2013: Die Pfefferkörner
- 2013: Wir tun es für Geld
- 2014: Polizeiruf 110 – Abwärts
- 2014: Deutschland 83
- 2015: Ausbruch aus der Zelle: Das Leben des Julius Klingebiel
- 2018: In aller Freundschaft – Die jungen Ärzte – Berufung
- 2018: Die Hälfte der Welt gehört uns – Als Frauen das Wahlrecht erkämpften (Dokudrama)
- 2019: Kommissar Dupin – Bretonische Geheimnisse
- 2019: jerks.
- 2020: Tatort: Unklare Lage
- 2020: SOKO Wismar – Das Leben ist kein Ponyhof
- 2020: Sarah Kohr – Schutzbefohlen (Fernsehreihe)
- 2021: Nazijäger - Reise in die Finsternis
- 2021: Großstadtrevier
- 2021: Letzte Spur Berlin
- 2021: Der Usedom-Krimi: Am Ende einer Reise (Fernsehreihe)
- 2022: Die Kanzlei – Außer Kontrolle
- 2022: Grenzland - Ein Nordseekrimi
- 2022: Unbestechlich
- 2022: SOKO Hamburg – Ausgeliefert
- 2022: Nazijäger – Reise in die Finsternis (TV-Dokudrama)
- 2023: Ich bin! Margot Friedländer
- 2023: Notruf Hafenkante - Das Messer (461)
- 2023: Legend of Wacken
- 2023: Der Informant
- 2023: Der große Streik
- 2023: Nord Nord Mord - Sievers und der bunte Hund
- 2023: Der Bremerhaven-Krimi – Tödliche Fracht
- 2024: Jenseits der Spree - Abserviert
- 2025: Tatort: Borowski und das hungrige Herz

## Theater (Auswahl)

### Schauspiel Hannover
- 2024 - Animal Farm, Regie: Emre Akal
- 2016 - Richtfest, Regie: Mina Salehpour
- 2015 - Shockheaded Peter, Regie: Erik Ulfsby
- 2014 - Where the wild things are, Regie: Heike M. Götze
- 2013  - Süd Park, Regie: Malte C. Lachmann

### Staatsoper Hannover
- 2013 - Street scenes, Regie: Bernd Mottl
- 2011 - Lady in the dark, Regie: Matthias David
- 2011 - Die Schneekönigin, Regie: D. Schroeder
- 2010 - Intolleranza 1960*, Regie: Benedikt von Peter

### Staatstheater Stuttgart (Stückeauswahl)
- 2009 - La Linea - a, Regie: C. Baumann
- 2008 - The Kids Are Allright, Regie: S. Sievi
- 2007 - Die Dummheit, Regie: Friederike Heller
- 2007 - Vorsicht.Schusswaffen, Regie: H.-W. Krösinger
- 2007 - Woyzeck, Regie: Stefan Rottkamp
- 2006 - Anton Reiser, Regie: Anja Grona
- 2006 - Der Waschboy, Regie: Stefan Herrmann
- 2006 - Der Sturm, Regie: Claudia Bauer
- 2005 - Herr Ritter von der Traurigen, Regie: Christian Weise Gestalt
- 2005 - Kirchenlieder, Regie: Ulli Rasche
- 2005 - Platonow, Regie: Karin Henkel

## Hörbücher (Auswahl)
- 2006: Das Geisterhaus
- 2007: In geheimer Mission durch die Wüste Gobi
- 2008: Heiße Spur
- 2009: Brüder Bart Moeyaet
- 2009: Der 13. Engel